# Bassin Cormoran
Le bassin Cormoran est un point d'eau de l'île de La Réunion, département d'outre-mer français dans le sud-ouest de l'océan Indien. Alimenté par une cascade, il est situé dans le cours de la ravine Saint-Gilles, un cœur d'eau  qui se jette dans l'océan Indien, en aval du bassin des Aigrettes. Ce faisant, il relève du territoire de la commune de Saint-Paul.

## Sport
- Le cirque rocheux est probablement l'un des meilleurs spots de plongée de l'île. Bien que non aménagés, il existe plusieurs replats accessibles par escalade ou acrobatie. Certains rebords permettent d'effectuer des sauts de 3m, 6m, 7m, 12m, 15m, 20m et 25m. Bien que le lieu ne soit pas autorisé d'accès, de nombreuses vidéos de sauts sont visibles sur YouTube.

- Il existe quelques fixations métalliques installées dans la roche laissant supposer la pratique de sport verticaux.
- L'eau claire quoique froide peut faire office de bassin d'apnée.